# Orthometopon hydrense
Orthometopon hydrense är en kräftdjursart som beskrevs av Helmut Schmalfuss 1993. Orthometopon hydrense ingår i släktet Orthometopon och familjen Trachelipodidae. Inga underarter finns listade i Catalogue of Life.